# A Letter to Three Wives
 A Letter to Three Wives és una pel·lícula estatunidenca dirigida per Joseph L. Mankiewicz, estrenada el 1949.

## Argument
Tres amigues marxen d'excursió, abandonant per a l'ocasió els seus marits respectius.
Poc abans de la sortida, una d'elles rep una carta d'una quarta dona que totes tres coneixen: la seductora Addie Ross.
Aquesta declara haver aprofitat la sortida de les tres amigues per anar amb el marit d'una d'elles, sense precisar quin.
Durant l'excursió, cadascuna de les tres dones tornarà a veure de manera successiva, en tres flashback diferents, les diferents etapes de la seva vida de parella i intentarà comprendre què hauria pogut decidir el seu marit a fugir, tot preguntant-se si es tracta d'ell o no.
Això permet a Mankiewicz un estudi molt crític i molt graciós dels costums americans (fins i tot universals) a través del recorregut de tres parelles d'orígens socials molt diferents.

## Al voltant de la pel·lícula
Quan el productor Sol C. Siegel es va fixar en la història de John Klempner A Letter to Five Wives  de la qual la 20th Century Fox havia adquirit els drets el març de 1946, es va decidir a treballar per a una adaptació cinematogràfica. Des de la primera versió embastada pels guionistes Melville Baker, Dorothy Bennett i Vera Caspary, el guió va tenir modificacions importants. Primer, el nombre de les cinc heroïnes de la novel·la va ser limitat a quatre, després es va ser decidit que el personatge d'Addie Ross, la que escriu a les seves «amigues» que ha marxat amb el marit d'una d'elles, no apareixerà pas. Queda triar un director, Siegel desitja confiar la realització a Joseph L. Mankiewicz, però Darryl F. Zanuck, l'amo de la 20th Century Fox, prefereix Ernst Lubitsch.
Quan aquest últim es posa malalt al rodatge de Hat Lady in Ermine i mor el 1947, Mankiewicz és finalment escollit per la insistència de Siegel. El realitzador ataca la pel·lícula i reescriu el guió completament. El sotmet a Darryl F. Zanuck i suggereix per a l'interès de la pel·lícula portar la intriga als tres personatges femenins principals i de suprimir l'episodi de Martha que havia d'interpretar Anne Baxter.
La pel·lícula és una crítica de la societat americana i una reflexió cínica sobre el matrimoni i les relacions entre homes i dones.
Maureen O'Hara, Alice Faye, Dorothy McGuire, Anne Baxter i Tyrone Power van ser preseleccionats per la pel·lícula, igual que Ida Lupino i Joan Crawford ho van ser per la veu d'Addie Ross.
Per tenir de Linda Darnell l'expressió de fàstic que desitjava obtenir d'ella quan es fixa en el retrat d'Addie Ross emmarcat, Mankiewicz va tenir la idea estrafolària de reemplaçar la foto d'Addie per la d'Otto Preminger vestit d'oficial nazi (un paper que el realitzador ha interpretat sovint). L'actriu havia estat dirigida tres vegades per Preminger sobretot a Ambre i Crim passional, dos dels seus millors papers però dels quals estava descontenta. També durant el rodatge, Linda Darnell i Mankiewicz van començar una relació que va durar sis anys.
El personatge d'Addie Ross suprimit visualment intervindrà només amb la veu en off. Mankiewicz escull ell mateix l'actriu Celeste Holm (la futura intèrpret del paper de Karen Richards a  Eve) per posar la seva veu a Addie.
La pel·lícula s'acabarà amb una copa de xampany que es trenca, acompanyat de la veu d'Addie que llança un « Heigh ho. Goodnigh, everybody ».

## Repartiment
- Jeanne Crain: Deborah Bishop
- Linda Darnell: Lora Mae Hollingsway
- Ann Sothern: Rita Phipps
- Kirk Douglas: George Phipps
- Paul Douglas: Porter Hollingsway
- Barbara Lawrence: Georgiana Finney
- Jeffrey Lynn: Brad Bishop
- Connie Gilchrist: Sra. Ruby Finney
- Florence Bates: Sra. Manleigh
- Hobart Cavanaugh: Sr. Manleigh
- Celeste Holm: Veu d'Addie Ross
- Thelma Ritter: Sadie Dugan

## Premis i nominacions

### Premis
- 1950. Oscar al millor director: Joseph L. Mankiewicz
- 1950. Oscar al millor guió adaptat: Joseph L. Mankiewicz

### Nominacions
- 1950. Oscar a la millor pel·lícula

## Galeria

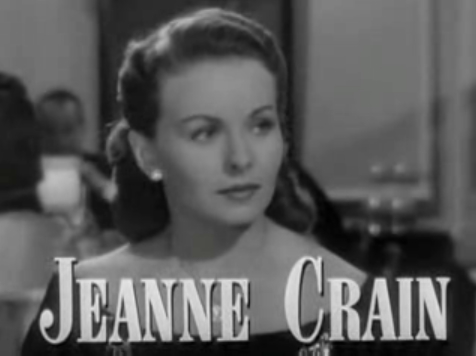
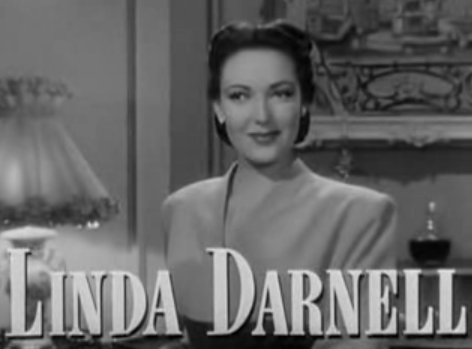
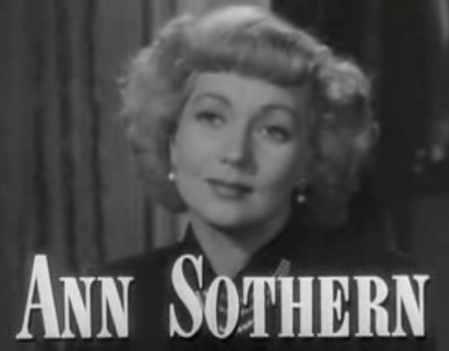
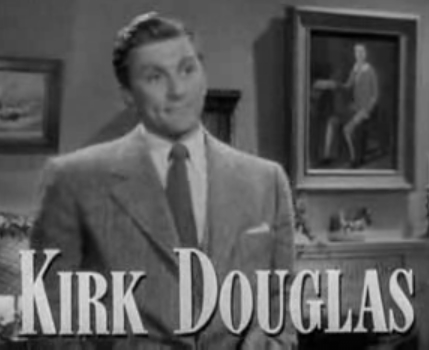
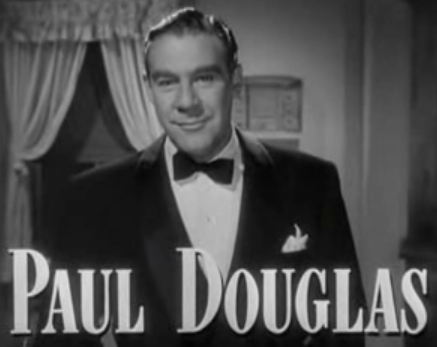
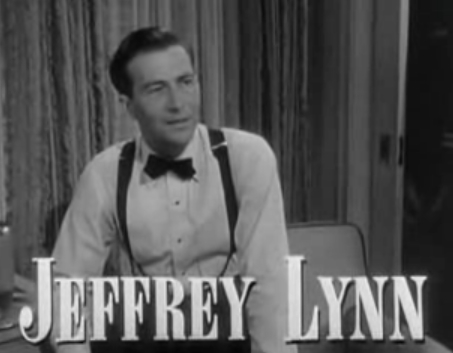